# Nicolas Ancion
Nicolas Ancion (Liège, 1971. május 23. –) belga költő, író.

## Életpályája
A liège-i egyetemen francia szakán végzett. Számos díjat nyert Belgiumban és külföldön egyaránt. Házas, két gyermeke van.

## Művei

### Regények
- Kék ég, túl kék (Ciel bleu trop bleu), 1995
- A felfújható füzet (Le cahier gonflable), 1997
- Író házmesteri állást keres (Écrivain cherche place concierge), 1998
- Quatrième étage, 2000
- Haute pression, 2004
- Le garçon qui avait mangé un bus, 2004
- Dans la cité Volta, 2005
- Carrière solo, 2006
- A fiú, aki lenyelte az mp3-lejátszót (Le garçon qui avait avalé son lecteur mp3), 2008

### Novelláskötetek
- Les ours n’ont pas de problème de parking, 2001
- Nous sommes tous des playmobiles, 2007

### Verseskötetek
- Drága öreg szörnyek (Ces chers vieux monstres), 1997
- Harminckilenc ujj és négy fül (Frédéric Hainaut illusztrációival) (Trente-neuf doigts et quatre oreilles), 1998
- Le dortoir, 2004
- Métro, boulot, dodo, 2006
- Le poète fait sa pub, Bookleg, 2006

### Magyarországon megjelent művei
- A hatlapú rigó – Kortárs francia-belga költők (Nagyvilág Kiadó, 2004, ISBN 9638660201) kötetben:
  - A hálóterem
    - A sárga szobában…
    - Le kellett ülnie…
    - Ott volt a futballpálya…
    - Soha nem láttunk akkora osztálytermet…
    - Voltak közöttünk marcipángyűjtők…
    - Az uszoda icipici volt…
    - A legviccesebb szoba…
    - Legalább negyvenen…
    - A se üvege, se függönye nagy ablak…
    - Csendet nem ismertünk soha…
    - A központi épület…

  - Drága öreg szörnyek
    - A kisfiúnak, aki olyan kicsi volt…
    - Másnap tudtam, hogy eljössz…
    - Nem sok dupla embert… (Des hommes doubles…)
    - Mindenki ujjal mutogatott rá…
    - A pince mélyén…

  - Megérkezés a városba
  - A kabinban
  - Az új bolygó
  - Egy kis pihenő
  - Pontban uzsonna után
  - Egy kínos alak a sok közül
  - A feketepiacon
  - Minthogy utazni kellett